# Fernando de Lucia
Fernando De Lucia (Nàpols (Campània), 11 d'octubre, 1860 - Idem. 21 de febrer, 1925), va ser un famós tenor italià.

## Biografia
Durant el servei militar, la seva veu va atreure l'atenció per primera vegada en una recepció a Caserta. Primer va estudiar fagot i contrabaix al Conservatori de Sant Pietro a Majella de Nàpols, després va estudiar cant amb Carelli i Lombardi. Debutà com a Faust al Teatre de Sant Carles el 1885. com Turiddu o Canio. Al principi de la seva carrera va freqüentar el Teatro Real de Madrid. El 1889 va triomfar a Buenos Aires i Montevideo. Al Metropolitan només va cantar la temporada 1893/94. Al Covent Garden va tenir un gran èxit al voltant del canvi de segle, i va ser el primer a triomfar amb Cavaradossi i Rodolfo, cantant en italià, en aquell teatre. Va aconseguir grans èxits a Milà, París, Barcelona, Madrid, Brussel·les, etc.
Va participar en l'estrena de diversos títols d'òperes d'estil verista, sobretot de Mascagni, com L'amico Fritz (Roma, 1891), I Rantzau (Florència, 1892), Silvano (Milà, 1895), i Iris (Roma, 1898), però també Marcella d'Umberto Giordano (Milà, 1907).
Entre 1902 i 1922 va fer prop de 400 registres gramofònics, que destaquen pel reflex del seu tractament viu i espontani de les partitures, que constitueix un testimoni de l'estil operístic de la meitat del segle XIX.